# Jakob Moleschott
Jakob Moleschott (1822–1892) – holenderski lekarz, fizjolog i filozof. Był zwolennikiem materializmu wulgarnego. Za swoje poglądy był prześladowany i z tego powodu przeniósł się z uniwersytetu w Heidelbergu na uniwersytet w Turynie.